# Oskar Spital-Frenking

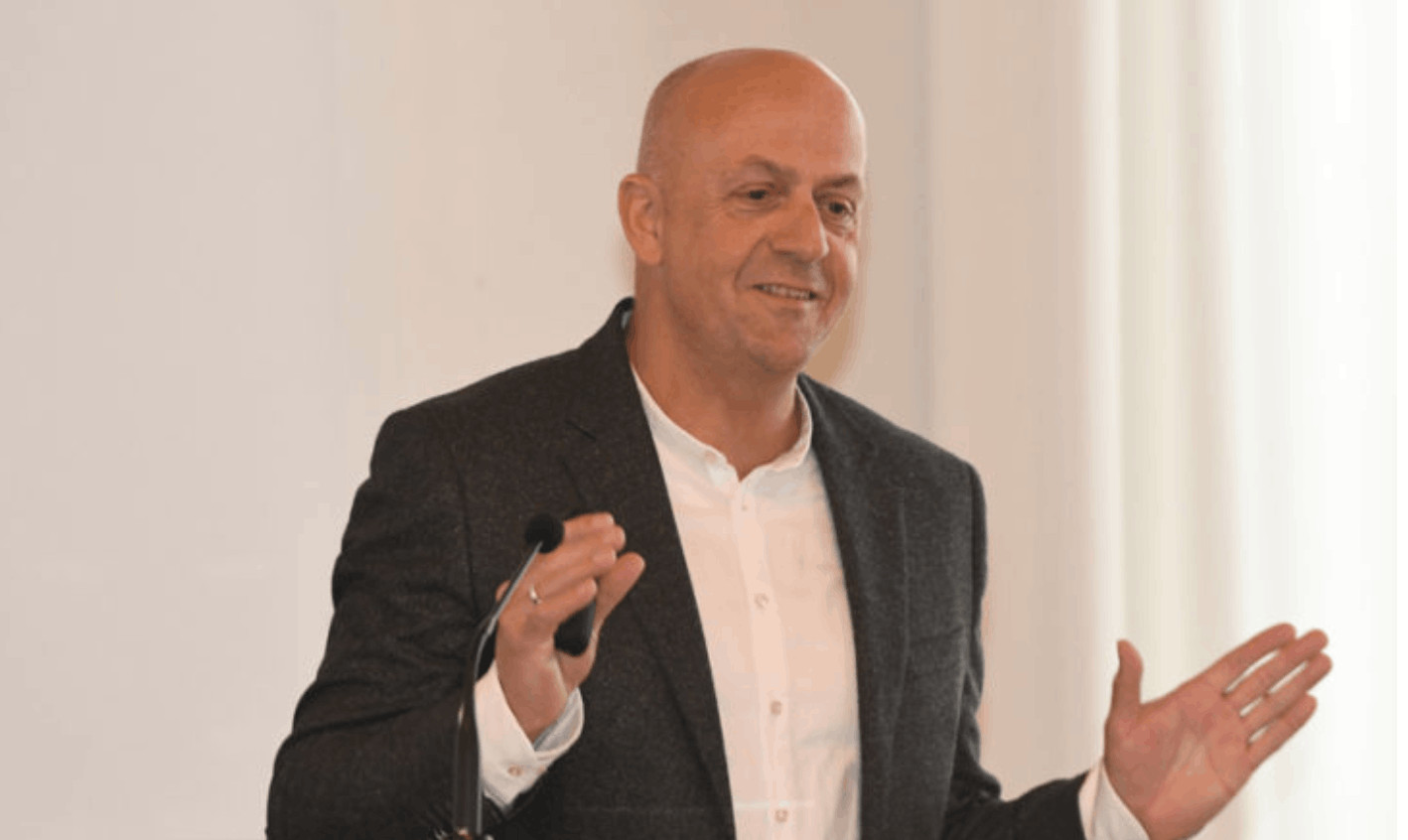
Oskar Spital-Frenking (2019)

Oskar Spital-Frenking (eigentlich Oskar Spital genannt Frenking; * 1960 in Dortmund) ist ein deutscher Architekt, Stadtplaner und Hochschullehrer, der sich auf Denkmalpflege und Bauen im Bestand spezialisiert hat. Er absolvierte 1988 sein Architekturstudium an der Technischen Universität Dortmund mit dem Diplom. 1994 gründete er sein eigenes Architekturbüro in Lüdinghausen, das er 1998 durch eine Partnerschaft mit Michael Schwarz zu Spital-Frenking + Schwarz erweiterte. Von 1997 bis 2023 war er als Professor an der Hochschule Trier tätig, wo er den Aufbaustudiengang Baudenkmalpflege leitete.

## Ausbildung
Oskar Spital-Frenking wurde 1960 in Dortmund geboren. Er studierte Architektur an der Technischen Universität Dortmund und schloss sein Studium im August 1988 mit dem Diplom bei Professor Josef Paul Kleihues ab. Im Wintersemester 1991/92 absolvierte Spital-Frenking eine Lehrbeauftragung am Lehrstuhl für Entwerfen und Baukonstruktion bei Professor Hans-Busso von Busse. Von September 1988 bis Dezember 1993 arbeitete er als freier Mitarbeiter in dem Architekturbüro Pfeiffer, Ellermann und Partner in Lüdinghausen.

## Berufliche Laufbahn
Im Jahr 1994 gründete Spital-Frenking sein eigenes Architekturbüro in Lüdinghausen. Vier Jahre später, 1998, erweiterte er seine berufliche Ausrichtung durch eine Büropartnerschaft mit Michael Schwarz. Aus dieser Zusammenarbeit entstand das Architekturbüro Spital-Frenking + Schwarz. Parallel zu seiner Tätigkeit als praktizierender Architekt verfolgte Spital-Frenking auch eine akademische Karriere. Von 1997 bis 2023 hatte er eine Professur an der Hochschule Trier inne. In dieser Position war er maßgeblich für den Aufbaustudiengang Baudenkmalpflege verantwortlich, den er während seiner gesamten Amtszeit leitete.

## Fachliche Schwerpunkte und Philosophie
Oskar Spital-Frenkings fachliche Schwerpunkte liegen im Bereich der Denkmalpflege, des Bauens im Bestand und der behutsamen Weiterentwicklung historischer Bausubstanz. Seine Philosophie ist geprägt von einem respektvollen und gleichzeitig innovativen Umgang mit dem architektonischen Erbe. Spital-Frenking vertritt die Ansicht, dass die Auseinandersetzung mit bestehender Bausubstanz eine Chance für die Entwicklung einer besonderen Identität bietet. Er betont die Notwendigkeit, bei Eingriffen an historischen Gebäuden sowohl konservatorische Grundsätze als auch zeitgenössische architektonische Qualität zu berücksichtigen. In seinen Publikationen und Lehrtätigkeiten setzt er sich intensiv mit den Grundsätzen der modernen Denkmalpflege und den Herausforderungen bei Ergänzungen an historischen Bauwerken auseinander. Spital-Frenking plädiert für eine ganzheitliche Betrachtung, die neben den baulichen Aspekten auch städtebauliche und kulturelle Kontexte einbezieht.

## Projekte und Auszeichnungen
Spital-Frenkings Büro hat zahlreiche bedeutende Projekte realisiert und dafür mehrere Auszeichnungen erhalten. Zu seinen wichtigsten Arbeiten zählen die Sanierung der Geschwister-Scholl-Gesamtschule in Lünen, der Umbau des Baukunstarchivs NRW in Dortmund sowie die Instandsetzung des Adolf-Grimme-Instituts in Marl. Weitere nennenswerte Projekte umfassen die Ostwall-Grundschule und das Richard-von-Weizsäcker-Berufskolleg in Lüdinghausen sowie die Schule am Ring und die Erich Kästner-Schule in Wesel. Spital-Frenking war auch an der Sanierung bedeutender historischer Gebäude beteiligt, darunter Schloss Cappenberg in Selm-Cappenberg, Schloss Benrath in Düsseldorf und Schloss Nordkirchen.
Für seine Arbeiten erhielt sein Büro mehrere Auszeichnungen des Bundes Deutscher Architektinnen und Architekten (BDA), unter anderem 2023 für die Innenraumsanierung der evangelischen St.-Petri-Kirche in Dortmund, 2020 für den Umbau des Baukunstarchivs NRW und 2015 für die Sanierung der Geschwister-Scholl-Gesamtschule in Lünen. Zudem wurde das Projekt der Geschwister-Scholl-Gesamtschule 2016 für den Nike BDA-Architekturpreis in der Kategorie „Neuerung“ nominiert und erhielt 2013 den Schulbaupreis NRW. 2009 wurde sein Büro mit dem Westfälisch-Lippischen Preis für Denkmalpflege für die Instandsetzung und den Umbau des Adolf-Grimme-Instituts in Marl ausgezeichnet.

## Engagement und Mitgliedschaften
Oskar Spital-Frenking engagiert sich in zahlreichen Gremien und Organisationen im Bereich Architektur, Denkmalpflege und Stadtplanung. Seit 1994 ist er Mitglied des BDA-Landesverbandes NRW. Spital-Frenking ist seit 2000 Mitglied bei ICOMOS (International Council on Monuments and Sites), wo er in der Monitoring-Kommission für Trier, die Hamburger Speicherstadt und das Kontorhausviertel mit Chilehaus tätig ist. Seit 2001 gehört er der Großen Archäologischen Trierkommission an und wirkt in verschiedenen wissenschaftlichen Beiräten zu Objekten des Trierer Weltkulturerbes mit. Von 2004 bis 2018 war er Mitglied im Gestaltungsbeirat der Stadt Kamp-Lintfort. Weitere Mitgliedschaften in Gestaltungsbeiräten umfassen die Städte Rheine (seit 2015), Herne (seit 2016), Dortmund (2016–2020) und Greven (seit 2019). Seit 2018 ist er im Mobilen Baukultur-Beirat des Landschaftsverbands Westfalen-Lippe (LWL) aktiv. Von 2019 bis 2023 war Spital-Frenking Mitglied des Hochschulrats der Hochschule Trier. Darüber hinaus engagiert er sich als Preisrichter in diversen Wettbewerbsverfahren.

## Werke und Schriften (Auswahl)
- Ambitioniert: Haus Robben in Dortmund. In: AIT. Band 104, Nr. 1/2. Leinfelden-Echterdingen 1996, S. 66–69.
- Architektur und Denkmal. Entwicklungen, Positionen, Projekte. Koch, Leinfelden-Echterdingen 2000, ISBN 3-87422-640-9 (175 S.).
- Das ehemalige Ökonomiegebäude der von Ketteler’schen Kurie in Nottuln. In: Denkmalpflege in Westfalen-Lippe. Jg. 9. Münster 2003, S. 27–30.
- Westfälische Beispiele einer architektonischen Auseinandersetzung mit dem denkmalgeschützten Bestand. In: Jost Schäfer (Hrsg.): Weiterbauen am Denkmal. Münster 2006, S. 44–51.
- mit Michael Schwarz: Scharoun: Sanierung der Geschwister-Scholl-Schule in Lünen von Spital-Frenking + Schwarz. In: AIT. Band 121, Nr. 5. Leinfelden-Echterdingen 2013, S. 130–133.
- mit Andrea Ewers: Licht in der Schule von Hans Scharoun. In: Stahlbau. Band 83, S1: Glasbau 2014. Ernst, Berlin 2014, S. 1–15, doi:10.1002/stab.201490052.
- Prozess der Instandsetzung. In: Philip Kurz (Hrsg.): Scharoun, Geschwister-Scholl-Schule: die Geschichte einer Instandsetzung. Krämer, Stuttgart 2014, ISBN 978-3-7828-1543-7, S. 80–97.
- Die Altstädter Schule in Celle. Ein „Juwel“ von Otto Haesler. In: Denkmalpflege. Jg. 39, Nr. 1. Hameln 2019, S. 32–37.
- Die Geschwister-Scholl-Schule in Lünen von Hans Scharoun. In: Klaus Gereon Beuckers et al. (Hrsg.): Licht, Luft und eine neue Pädagogik. Ludwig, Kiel 2022, ISBN 978-3-86935-428-6, S. 471–490.